# 五港同盟

五港及其分支港口的位置

五港同盟（英語：Cinque Ports）是英国肯特郡和萨塞克斯郡的多个沿海港口市镇结成的古老同盟。五港同盟最早出于军事和商业目的结成，而现在仅有仪式性的象征意义。同盟成员均坐落于英吉利海峡东端，在这里横越海峡的距离最短，因此也最有利于贸易。Cinque Ports这一名称源自诺曼法语，意为“五个港口”。这五个港口为：
- 黑斯廷斯（Hastings）
- 新罗姆尼（New Romney）
- 海斯（Hythe）
- 多佛尔（Dover）
- 桑威治（Sandwich）

而莱伊（Rye）原本只是新罗姆尼的一个附属港口，在新罗姆尼毁于风暴后取而代之成为五港之一。
同盟成员还包括其他市镇，包括两个“古代城镇”（Antient Towns，参见）和七个“分支港口”（Limbs）。

## “古代城镇”
以上五个港口由两个所谓的“古代城镇”（Antient Towns）——莱伊（Rye）和温奇尔西（Winchelsea）支持，这两个城镇的地方议会传统上一直为英格兰国土的防务提供支持。

## 分支
除了五港和两个古代城镇以外，五港同盟的成员还包括另外八个被认为是其他成员的“分支”（Limbs）的港口，这八个港口分别是：
- 里德（Lydd，新罗姆尼的分支）
- 福克斯通（Folkestone，多佛尔的分支）
- 法尔萨姆（Faversham，多佛尔的分支）
- 马盖特（Margate，多佛尔的分支）
- 迪尔（Deal，桑威治的分支）
- 拉姆斯盖特（Ramsgate，桑威治的分支）
- 布赖特灵西（Brightlingsea，桑威治的分支）
- 坦特登（Tenterden，莱伊的分支）[2]

## 纹章
五港同盟的特色纹章符号是一只狮子的前半身加上船的形状作为后半身，这个符号出现于各个市镇的纹章上，也出现于五港總督的旗帜上。 